# Leochilus oncidioides
Leochilus oncidioides es una especie de orquídeas epifitas. Esta orquídea está estrechamente emparentada con el género Oncidium al que pertenecía hasta que se separó en 1951. Se encuentra en las tierras bajas de toda la América tropical.   

## Descripción
Es una orquídea de pequeño tamaño, con hábitos de epífita y con  pseudobulbos comprimidos ovados a elípticos, medianos que lleva una o dos hojas, oblongo-lanceoladas a elípticas- lanceoladas, y agudas. Tiene flores fragantes que aparecen en el otoño y el invierno en una inflorescencia colgante, de 16 cm  de largo, con 1-15 flores. Más fácil se diferencia de Leochilus scriptus en que esta especie tiene una inflorescencia colgante y L scriptus tiene una inflorescencia erecta.

## Distribución y hábitat
Se encuentra en la costa del Océano Pacífico en México, Guatemala y Honduras  en las pequeñas ramas de los árboles de hoja perenne a lo largo de los arroyos.  

## Taxonomía
Leochilus oncidioides fue descrito por Knowles & Westc. y publicado en Floral Cabinet 2: 143. 1838. >
Etimología
Leochilus (abreviado Lchs.) nombre genérico que procede de las palabras griegas: leios = "suave" y  cheilos = "labio", haciendo referencia a la suavidad de la superficie del labelo.
oncidioides: epíteto latíno que significa "similar al género Oncidium" 
Sinonimia
- Leochilus macrantherus (Hook.) Liebm.
- Oncidium macrantherum Hook.
- Rodriguezia maculata Lindl.[3][4]